# Charles Nollet
Pour les articles homonymes, voir Nollet.
Charles Nollet, né le 28 janvier 1865 à Marseille (Bouches-du-Rhône) et mort le 28 janvier 1941 à Clermont-Ferrand (Puy-de-Dôme), est un général et ministre de la Guerre français, grand-croix de la Légion d'honneur, médaillé militaire et grand chancelier de la Légion d'honneur.
Il se distingue durant la Première Guerre mondiale comme commandant de corps d'armée, et comme président de la Commission militaire interalliée de contrôle en Allemagne, puis dans les fonctions de ministre de la Guerre, et dans celles de membre du Conseil supérieur de la guerre.

## Biographie
Polytechnicien et artilleur, Nollet sert avant la Première Guerre mondiale comme professeur adjoint à l'École supérieure de guerre.
Promu colonel, il devient en janvier 1914 commandant militaire du Sénat.
Reprenant du service dans l'artillerie avec l'éclatement du conflit, il est nommé en décembre 1914 général de brigade.
Au cours de l'été 1915, il commande notamment la 129e division d'infanterie (DI) au cours de la bataille du Linge. Le 31 décembre 1915, il prend le commandement de la 66e DI.
Le 12 mai 1916, il est nommé général de division à titre temporaire et placé à la tête du 12e corps avec lequel il participe aux combats de Verdun et dans l'Aisne.
Il est titularisé dans son grade le 18 mai 1917.
Le 11 février 1919, il prend le commandement du 1er corps d'armée.
Du 14 septembre 1919 à sa nomination au ministère de la Guerre, il préside la commission militaire interalliée de contrôle en Allemagne, visant à assurer le désarmement de cette dernière conformément aux articles du traité de Versailles.
Le 11 octobre 1921, il devient membre du conseil supérieur de la guerre.
Franc-maçon, réputé républicain et proche des milieux de gauche, Nollet est appelé comme ministre de la Guerre dans le cabinet Herriot entre le 14 juin 1924 et le 10 avril 1925.
Il est élevé à la dignité de grand-croix de la Légion d'honneur le 22 décembre 1925 puis décoré de la médaille militaire le 11 juillet 1928 avec la citation suivante : « ... s'est particulièrement distingué comme commandant de corps d'armée pendant la guerre, puis comme président de la commission militaire interalliée de contrôle en Allemagne. Dans les hautes fonctions de ministre de la Guerre, puis dans celles de membre du Conseil supérieur de la guerre, a rendu au pays les services les plus éminents ».
Il est grand chancelier de la Légion d'Honneur entre le 7 janvier 1934 et 12 novembre 1940.

## Décorations
- Médaille militaire (11 juillet 1928)
- Grand-croix de la Légion d'honneur (22 décembre 1925)
  - Grand officier de la Légion d'honneur (8 juillet 1921)
  - Commandeur de la Légion d'honneur (6 juillet 1919)
  - Officier de la Légion d'honneur (1914)
  - Chevalier de la Légion d'honneur (1904)
- Grand-croix de l'ordre de la Couronne en 1924 (Belgique)